# The Tree of Life
The Tree of Life is een Amerikaanse dramafilm uit 2011 onder regie van Terrence Malick. Sean Penn speelt hierin de rol van een man op middelbare leeftijd die terugkijkt op zijn jeugd in het Texas van de jaren '50 van de 20e eeuw. Doorheen de film worden beelden getoond van het begin van het universum en de aanvang van leven op Aarde.
De hoofdrollen worden naast Sean Penn vervuld door Brad Pitt, Jessica Chastain, Hunter McCracken, Laramie Eppler en Tye Sheridan.
The Tree of Life ging in première op het Filmfestival van Cannes 2011 en won de Gouden Palm. In januari 2012 werd de film genomineerd voor drie Oscars, maar won er geen.

## Verhaal
De jonge Jack O'Brien woont met zijn twee broers bij zijn vader en moeder. Zijn knappe moeder is zeer hartelijk en warm. Zijn vader poogt hem klaar te maken voor een succesvol leven in de harde wereld. Tijdens zijn levenswandel komt Jack in aanraking met het lijden en de dood. Als volwassene tracht Jack zijn weg te vinden in de wereld.

## Rolverdeling
- Brad Pitt: Mr. O'Brien
- Sean Penn: Jack O'Brien (als volwassene)
- Jessica Chastain: Mrs. O'Brien
- Fiona Shaw: Grootmoeder
- Hunter McCracken: Jack O'Brien (als kind)
- Laramie Eppler: R.L. O'Brien
- Tye Sheridan: Steve O'Brien
- Kari Matchett: Ex-vriendin van Jack
- Joanna Going: Vrouw van Jack